# Зек, Анке фон
А́нке Но́тнагель-фон Зек (нем. Anke Nothnagel-von Seck; 10 сентября 1966, Бранденбург-на-Хафеле) — немецкая гребчиха-байдарочница, выступала за сборные ГДР и Германии в конце 1980-х — начале 1990-х годов. Трёхкратная олимпийская чемпионка, десятикратная чемпионка мира, победительница многих регат национального и международного значения.

## Биография
Анке Нотнагель родилась 10 сентября 1966 года в Бранденбурге-на-Хафеле. Активно заниматься греблей на байдарках начала в раннем детстве, проходила подготовку в спортивном клубе «Эмпор» города Ростока.
Первого серьёзного успеха на взрослом международном уровне добилась в 1987 году, когда попала в основной состав национальной сборной ГДР и побывала на домашнем чемпионате мира в Дуйсбурге, откуда привезла две награды золотого достоинства, выигранные на полукилометровой дистанции в зачёте двухместных и четырёхместных байдарок. Благодаря череде удачных выступлений удостоилась права защищать честь страны на летних Олимпийских играх 1988 года в Сеуле — в итоге завоевала здесь две золотые медали: в двойках с Биргит Шмидт и в четвёрках совместно с Шмидт, Рамоной Портвих и Хайке Зингер. За это выдающееся достижение награждена золотым орденом «За заслуги перед Отечеством».
В 1989 году Нотнагель выступила на чемпионате мира в болгарском Пловдиве, где снова слала чемпионкой в двойках и четвёрках на пятистах метрах. В межсезонье вышла замуж и с этого момент выступала под фамилией фон Зек. На мировом первенстве 1990 года в польской Познани одержала победу сразу в трёх женских дисциплинах: в двухместных байдарках на полукилометровой и пятикилометровой дистанциях, а также в четырёхместных на полукилометровой. Год спустя на аналогичных соревнованиях в Париже, представляя уже команду объединённой Германии, в точности повторила прошлогодний результат, став таким образом десятикратной чемпионкой мира.
Будучи в числе лидеров немецкой национальной сборной, благополучно прошла квалификацию на Олимпийские игры 1992 года в Барселоне — в составе четырёхместного экипажа, куда кроме неё вошли гребчихи Рамона Портвих, Биргит Шмидт и Катрин Борхерт, завоевала на дистанции 500 метров серебряную медаль, уступив в решающем заезде лишь команде Венгрии, тогда как в двойках с Портвих удостоилась золота, победив всех соперниц. Вскоре после этой Олимпиады Анке фон Зек приняла решение завершить карьеру профессиональной спортсменки. Впоследствии работала тренером по гребле на байдарках и каноэ в своём родном клубе «Эмпор» в Ростоке, в настоящее время — учитель физкультуры в гимназии.